# Uciekajmy, nadchodzi!
Uciekajmy, nadchodzi! (słow. Utekajme, už ide!) – czechosłowacki film komediowy z 1987 w reżyserii Dušana Rapoša. 

## Obsada
- Marián Zednikovič jako Svätopluk Sysel
- Zuzana Bydžovská jako Oľga Syslová
- Milan Lasica jako dr Mahm
- Andrej Hryc jako Hadži Rawall
- Milan Kiš jako Jarko
- Július Satinský jako badacz
- Jiří Menzel jako weterynarz
- Miro Noga jako Gabo
- Marián Zednikovič jako Dodo
- Ladislav Gerendáš jako Šaňo
- Mária Hájková jako sprzedawczyni
- Ján Melkovič jako spadochroniarz